# Un cappello di paglia di Firenze
Un cappello di paglia di Firenze (Un chapeau de paille d'Italie) è il titolo di una farsa in cinque atti scritta da Eugène Labiche con la collaborazione di Marc-Michel, che ne curò le musiche.
Pubblicata come Comédie en cinq actes, mêlée de couplets presso le Editions Michel Lévy frères, fu rappresentata per la prima volta al Théâtre du Palais-Royal di Parigi il 14 agosto 1851.

## Argomento
In puro stile vaudeville, la commedia rappresenta uno dei tipici esempi dell'imbroglio alla francese, ovvero un insieme di situazioni in cui qualcuno è sempre in cerca di qualcosa che non riesce a trovare se non pochi attimi prima che il sipario cali sulla scena. In questo caso, la vicenda - come è comprensibile fin dal titolo - ruota intorno ad un cappello di paglia di fattura italiana.

## Sinossi
La storia è ambientata a Parigi. È il giorno del matrimonio del protagonista, il giovane Fadinard. Un inconveniente, tuttavia, interviene a turbare la vigilia delle nozze. Il suo cavallo, infatti, mangia il cappello di paglia di una giovane donna, Anaïs, impegnata in tenera conversazione con un soldato. La coppia segue Fadinard fino a casa di questi, rifiutandosi di lasciare l'abitazione fino a quando non avrà avuto un cappello identico a quello danneggiato. Anaïs è, infatti, sposata e il geloso marito sicuramente si insospettirebbe della scomparsa del copricapo.
Fadinard, senza dire nulla ai componenti del corteo nuziale che sempre lo segue, parte alla ricerca di un cappello di paglia, còmpito apparentemente facile ma che, invece, si rivela assai complicato, con tappe in luoghi inusitati e sempre con corredo di parenti ed amici al seguito.
Il finale avviene davanti a casa di Fadinard ed è lieto e, naturalmente, improntato alla comicità.

## Edizioni
- Eugène Labiche et Marc-Michel, Un chapeau de paille d'Italie, Calmann-Lévy Editeur, Paris, 1851.
- Eugène Labiche, Un cappello di paglia di Firenze, traduzione di Francesco Di Riva, Placido Maria Visaj, Milano, 1857.
- Eugène Labiche, Il teatro comico di Eugène Labiche, vol. I (Contiene: Un cappello di paglia di Firenze, Se ti becco, son dolori!, La sensitiva, Una figlia sotto stretta sorveglianza, L'affare della Rue de Lourcine), a cura di Annamaria Martinolli, Editoria&Spettacolo, Spoleto, 2016.

## Opere derivate
Dal lavoro teatrale originale il compositore Nino Rota ha tratto, nel 1945, la sua opera lirica Il cappello di paglia di Firenze, rappresentata solo dieci anni dopo, nel 1955, al Teatro Massimo di Palermo.
Già nel 1928 il regista René Clair aveva tratto dal testo teatrale un film muto dal medesimo titolo - Un cappello di paglia di Firenze.
Del film - conosciuto anche con i titoli alternativi di An Italian Straw Hat e The Horse Ate the Hat - fu realizzato nel 1944 da Maurice Cammage un remake con l'attore Fernandel, dallo stesso titolo di Un chapeau de paille d'Italie.
Un ulteriore adattamento cinematografico si è avuto nel 1974 ad opera del regista russo Leonid Kvinikhidze, che ha realizzato la pellicola Solomennaja šljapka (Соломенная шляпка, Il cappello di paglia).